# جزیره بارین (جزایر آندامان)
جزیره بارین (به انگلیسی: Barren Island) یک کوه، جزیره و جزیره آتشفشانی در هند است که در جزایر آندامان و نیکوبار واقع شده‌است. جزیره بارین Uninh نفر جمعیت دارد و ۳۵۳ متر بالاتر از سطح دریا واقع شده‌است.